# Garzê, Garzê
Garzê, tidigare stavat Kantse, är ett härad i den tibetanska autonoma prefekturen Garzê i Sichuan-provinsen i sydvästra Kina.